# Tyren Johnson
Tyren Milton Johnson (Edgard, 24 luglio 1988) è un cestista statunitense, professionista nella NBDL e in Europa.

## Palmarès
- Coppa di Germania: 1

Mitteldeutscher: 2024-2025
- Pro B: 1

Blois: 2017-18